# Кострецький Броніслав Олександрович
Броніслав Олександрович Кострецький (нар. 1940, Житомирська область) — український радянський діяч, машиніст гірничих виймальних машин шахтоуправління імені газети «Социалистический Донбасс» виробничого об'єднання «Донецьквугілля» Донецької області. Депутат Верховної Ради УРСР 11-го скликання.

## Біографія
Освіта середня. Після закінчення школи на Житомирщині був «за комсомольською путівкою» відправлений на шахти Донбасу.
З 1958 року — моторист конвеєра, машиніст електровоза будівельного управління № 8 тресту «Красноармійськшахтобуд» Сталінської області. Служив у Радянській армії (на прикордонній заставі).
Член КПРС з 1962 року.
У 1962—1966 роках — машиніст електровоза, секретар комітету ЛКСМУ шахти імені XXI з'їзду КПРС тресту «Добропіллявугілля» Донецької області.
З 1966 року — робітник очисного вибою, машиніст гірничих виймальних машин шахтоуправління імені газети «Социалистический Донбасс» виробничого об'єднання «Донецьквугілля» Донецької області.

## Нагороди
- ордени
- медалі
- лауреат Державної премії Української РСР.